# 小スンダ列島戡定作戦
小スンダ列島戡定作戦（しょうスンダれっとうかんていさくせん）は、太平洋戦争時に日本軍が行った軍事作戦。別名は「S作戦」。

## 経過
ジャワ陥落後、小スンダ列島の警備担当問題で現地の陸海軍が対立した。陸海軍中央協定では海軍が警備する予定であったが、1942年3月11日、陸軍の南方軍総司令官寺内寿一大将は第16軍司令官に対して、小スンダ列島での戡定作戦と事後の警備任務を命じた。南方軍は防衛上から小スンダ列島線占領確保の重要性を認め、また軍政と警備を一致させるべきという考えから、軍政も陸軍に変更するため中央協定の改定を上申していた。4月中旬、海軍は警備を軍政と一致させる関係上、中央協定通り海軍が警備を引き継ぐことを第16軍に申し入れ、南方軍総司令官はそれを容れて戡定作戦の実施だけを4月23日に発令し、中央協定通りになり、一応の解決した（この問題自体はその後も長引いた）。
4月20日、東印部隊司令部は、陸軍との共同の小スンダ列島戡定作戦について関係部隊に準備を指示する。24日、「小スンダ列島戡定作戦（S作戦）」の実施を下令。この作戦の部隊は「S攻略部隊」と呼ばれた。5月7日、S攻略部隊指揮官原顕三郎少将（第16戦隊司令官）はスラバヤにおいて、「機密東印部隊S攻略部隊命令作第一号」を発令して作戦計画を明らかにした。
5月8日、S攻略部隊はスラバヤを出発し、ほとんど抵抗を受けることもなく、予定より早く占領、掃討が済み、21日から25日の間にスラバヤに帰着した。25日、S攻略部隊の編成を解いた。

## 参加兵力
- 海軍[6]
  - S攻略部隊（指揮官：第十六戦隊司令官原顕三郎少将）
    - 主隊：軽巡洋艦「五十鈴」、水雷艇「友鶴」
    - 第一航空部隊：特設水上機母艦「山陽丸」、第二南遣艦隊水偵隊、「第二十号駆潜艇」
    - 第二航空部隊：第三十三航空隊
    - 第一警戒隊：敷設艦「若鷹」、「第十二号掃海艇」
    - 第二警戒隊：特設敷設艦「辰宮丸」、「新興丸」、「第六号駆潜艇」、「第十九号駆潜艇」
    - 陸戦部隊：横須賀鎮守府第一特別陸戦隊
- 陸軍[7]
  - 第四十八師団歩兵第四十七連隊第三大隊（大隊長：宮地育三少佐）